# كاسي تايلور
كاسي تايلور (بالإنجليزية: Cassie Taylor)‏ هي مغنية مؤلفة وعازفة بيانو أمريكية، ولدت في 1986 في بولدر في الولايات المتحدة.

## وصلات خارجية
- الموقع الرسمي
- كاسي تايلور على موقع ميوزك برينز (الإنجليزية)
- كاسي تايلور على موقع أول ميوزيك (الإنجليزية)
- كاسي تايلور على موقع ديسكوغز (الإنجليزية)